# Альфред Вільм
́Альфред Вільм (нім. Alfred Wilm) (25 червня 1869, Нідершеленберґ, Сілезія — 6 серпня 1937, Заальберг (з 1946 року Захелм'є), Карконоші) — німецький хімік, металург, відомий відкриттям дюралюмінію та способу зміцнення його — старіння.

## Родина
Альфред Вільм народився 25 червня 1869 року в Нідершеленберзі в Нижній Сілезії. Його батько володів сеньйорією, а мати була дочкою знаного ювеліра (також на прізвище Вільм). У родині було четверо синів. Усі вони отримали ґрунтовну освіту: Фріц став правником, Отто — службовцем магістрату, наймолодший Бернгард набув слави філософа і драматурга. Найстарший Альфред став відомим металургом.
1886 року Альфред закінчив Королівську професійну школу (нім. Königliche Gewerbeschule) у Бреслау (сьогодні Польща).

## Фахова діяльність[3]
Фахову діяльність Альфред Вільм розпочав хіміком-аудитором у Вищій технічній школі Шарлоттенбурга (Берлін), де поглибив знання, відвідуючи теоретичні й практичні заняття Юліуса Верена. Свої перші практичні навички в галузі металургії він набував під час відвідин Королівського ливарного заводу (нім. Königliche Eisengießerei).
Він пройшов тримісячний курс навчання на гірничій станції Касселя, де познайомився з методами виділення барію, стронцію та кальцію.
1 листопада 1893 року Вільм став асистентом доктора Ріхарда Лоренца, спеціаліста в галузі фізичної хімії, в Геттінгенському університеті.
З березня 1897 року він працював у Закладах T. Гольдшмідта в Ессені. Разом з Гансом Гольдшмідтом виділяв різні елементи (Cr, Mn, Co, Ta тощо) з їх оксидів методом алюмінотермії.
Навесні 1901 року він покинув роботу в Ессені і зайняв посаду інженера-дослідника в Центрі науково-технічних досліджень (нім. Zentralstelle für wissenschaftlich-technische Untersuchungen, GmbH) в Нойбабельсберзі (неподалік Берліна) на запрошення керівника Центру професора Рихарда Стрібека.

## Відкриття дюралюмінію та старіння
На переломі ХІХ — ХХ століть Німеччина під час правління Вільгельма ІІ, короля Прусії й німецького імператора проводила агресивну закордонну політику. Тому в країні існував великий запит на легкі сплави для задоволення потреб військової промисловості у створенні легкої зброї та полегшення боєприпасів для ручної зброї. Уся потужна німецька мілітарна металургійна промисловість була орієнтована в цьому напрямку.
Група німецьких заводів зброї та боєприпасів (нім. Deutsche Waffen- und Munitionsfabriken A.-G., Berlin-Karlsruhe), брала активну участь у цій роботі через асоційований з нею Центр науково-технічних досліджень в Нойбабельсберзі.
1902 року Вільма було призначено головним інженером дослідницького проєкту з підвищення міцності легкого алюмінію та збереження його корозійної тривкості в атмосферних умовах. 1903 року перед Центром було поставлене завдання створити алюмінієвий сплав, який мав бути куленепробивним, корозійнотривким та придатним для заміни латунних гільз куль. У цьому ж році Вільм зареєстрував свій перший патент на «Спосіб поліпшення алюмінієвих сплавів шляхом відпалу та загартування».
Досліджуючи міцність алюмінієвих сплавів різного елементного складу, Вільм восени 1906 року побачив сприятливу перспективу для сплаву системи Al-Cu-Mn з додатками Mg. Разом зі своїм асистентом Фріцом Яблонські він проводив термічне гартування (за аналогією зі сталлю) цього сплаву, охолоджуючи його з температури близько 520 оС у воді. Таке термічне оброблення не забезпечувало істотного зміцнення сплаву. Про обставини випадкового відкриття зміцнювальної операції сплаву — старіння — Альфред Вільм розповів пізніше на прохання інженера-металурга Макса Германа Гааса. У вересневу суботу 1906 року Вільм передав загартовані зразки сплаву Al-Cu-Mn з додатком 0,5 % магнію інженеру Яблонському для проведення випробування на твердість за методом Брінелля. Яблонський поспішав на зустріч, але Вільм переконав його провести швидке вимірювання з тим, щоб у понеділок провести контрольний тест. Суботній результат показав незначне підвищення твердості. Натомість контрольне вимірювання в понеділок виявило істотне зростання твердості. Так було відкрито зміцнювальну технологічну операцію створеного Вільмом сплаву — природне старіння. 20 березня 1909 року Альфред Вільм отримав патент на сплав Al-(3,5–5,5 %)Cu-Mg-Mn (Mg і Mn були <1 %) та спосіб його зміцнення.
Дещо незвично, але свою першу статтю про старіння Вільм написав лише в 1911 році.
Ліцензію на цей сплав незабаром придбав сталеливарний завод Dürener Metallwerke AG, афільований з Групою німецьких заводів зброї та боєприпасів (Deutsche Waffen- und Munitionsfabriken A.-G.) та розташований у місті Дюрен (Північний Рейн-Вестфалія). З 1910 року завод розпочав виробляти і продавати сплав Вільма під торговою маркою дюралюмін (DURAL®). Щодо походження цього терміна існують дві альтернативи. Сам Вільм запропонував перший варіант «Hartaluminium» — твердий алюміній. Проте виробником ця назва була замінена на «duralumin» для кращого інтернаціонального звучання і розуміння (лат. durus — твердий). Інша версія — назва походить від назви міста Дюрен, де вперше почали виготовляти цей сплав.
Дещо пізніше дюралюмін почали виробляти англійська компанія Vickers Limited та французька Societé du Duralumin.
У Радянському Союзі з 1923 року на Кольчугінському заводі з оброблення кольорових металів налагодили випуск напівфабрикатів (гладких і гофрованих листів, труб, профілів) з кольчугалюмінію (за назвою міста Кольчугіно), який був скопійований з дюралюмінію з незначним додатком нікелю.
Найперше дюралюміній був застосований для виробництва дирижаблів, пізніше літаків. На Міжнародній виставці дирижаблів у Франкфурті в 1909 році новий сплав отримав третю премію, на виставці дирижаблів у Петербурзі в 1910 році Велику срібну медаль за найкращий матеріал для дирижаблів і Велику золоту медаль за «Досягнення у військовій техніці».

## Зміна фаху
Патент на дюралюміній ігнорували та порушували багато компаній, які почали виробляти дюралюміній без дотримання патенту. Вільм довго і безушпішно боровся з порушниками патенту за захист своїх прав. Це виснажило його сили та ліцензійні доходи, так що він в 1919 році покинув свою металургійну діяльність і став фермером.
Разом з дружиною Гадвіґою і шістьма дітьми Вільм переселився в гори рідної Сілезії в село Заальберг (нім. Saalberg до 1945 року, до 1946 Щенсново, пізніше Захелм'є). Родина замешкала у віллі «Бергоф». Вільм докупив землі і заклав ферму, на якій зайнявся розведенням і селекцією дрібної птиці. Успішно працював над поліпшенням порід курей-несучок, серед них знаменитих білих леггорнів, набувши в цій сфері поважної репутації, проте без особливих фінансових успіхів. У 1928 трапилася пожежа, вілла згоріла і Вільм збудував нову віллу «Бергоф», яка збереглася досьогодні. Сучасні власники відреставрували її і створили навколо неї агротуристичне господарство.
В Заальбергу проживав також молодший брат Альфреда Вільма Бернгард. Обидва брати стали духовними натхненниками певного етнологічного феномену «Сорочки Зальцбергські» (нім. Saalberger Hemden), пізніше перейменованого в «Сорочки захелміянські». Вони відродили на основі архівних даних і пропагували в Заальберзі строї, притаманні в давнину цьому поселенню, зокрема вишивані й гаптовані сорочки.
Альфред Вільм помер 6 серпня 1937 року на своїй фермі в Заальберзі. Тут його і поховали. Дружина Гадвіґа утримувала ферму до 1946 року, коли залишила Заальберг.